# Plaza de la Revolución

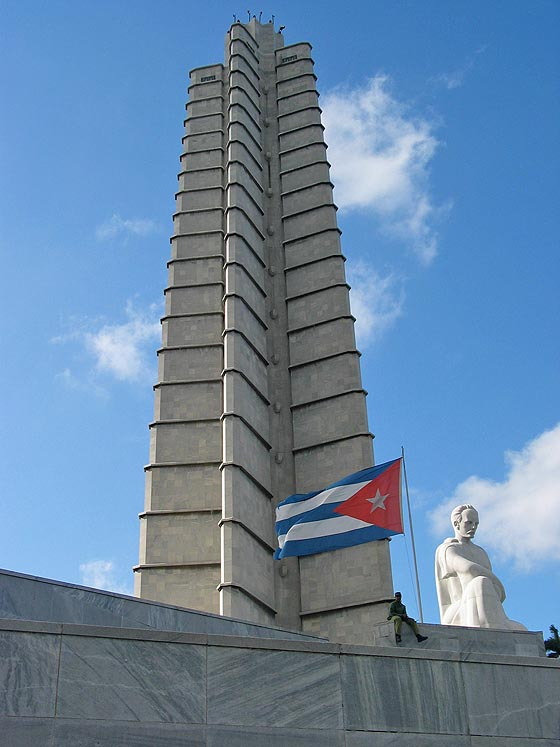
Monumento Conmemorativo José Martí en la plaza de la Revolución.

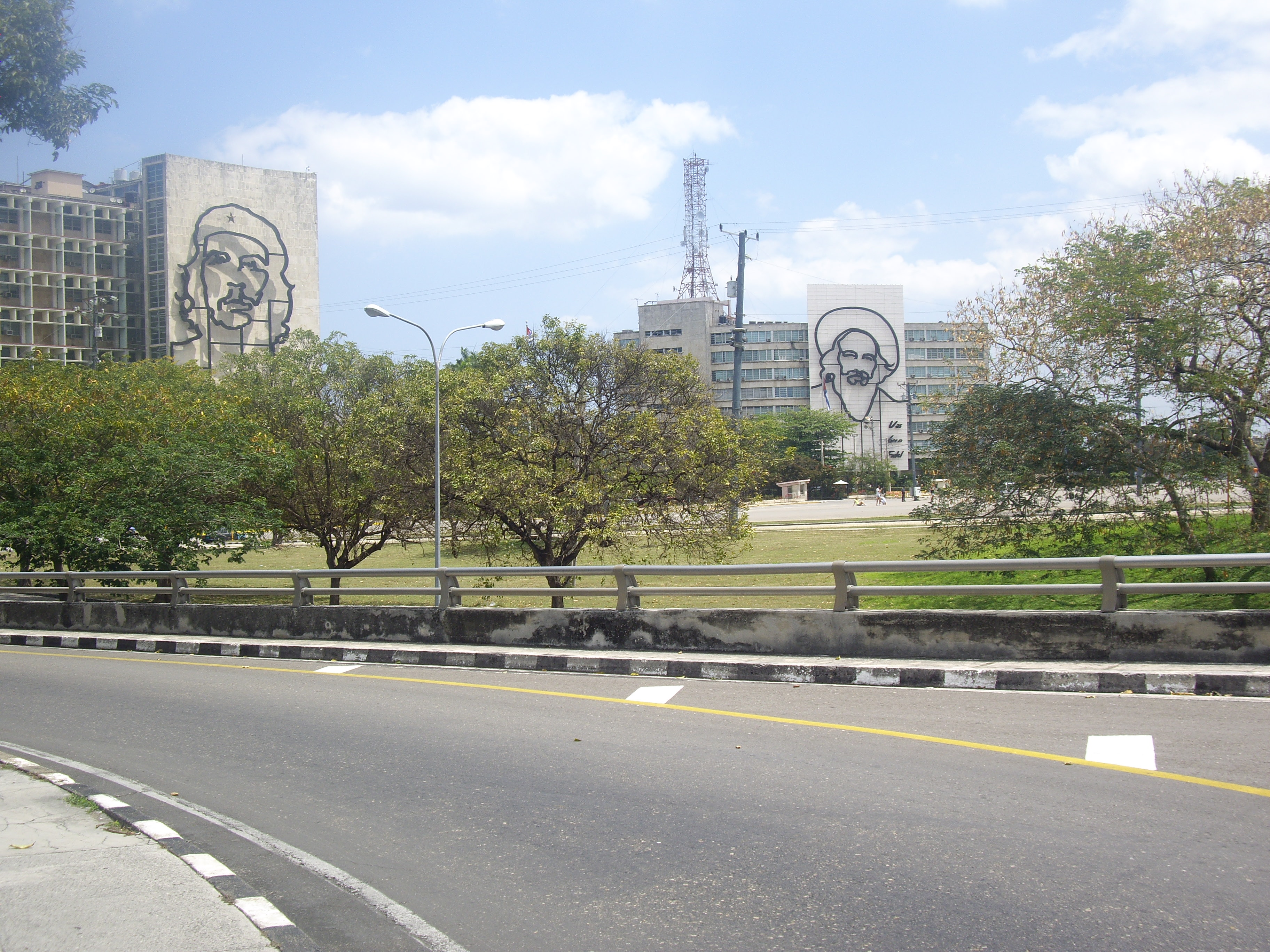

La Plaza Cívica José Martí, conocida como la Plaza de la Revolución desde 1959, es una plaza pública de la ciudad de La Habana, Cuba. Es una de las más grandes del mundo, con 72 000 m², donde se realizan multitud de actos, desde memoriales hasta graduaciones. Fue la tribuna de muchos discursos de Fidel Castro.
Fue creada durante el período de Fulgencio Batista bajo el nombre de Plaza Cívica, aunque su fama internacional comenzó con la Revolución Cubana. En ella podemos encontrar el monumento a José Martí, esculpido por Juan José Sicre, y frente por frente tenemos el Ministerio del Interior con la imagen del Che Guevara, tomada por el fotógrafo Alberto Korda, hecha un relieve escultórico, obra de Enrique Ávila. En 2009, se inauguró la obra, del mismo artista y especificaciones técnicas, a Camilo Cienfuegos en la sede del Ministerio de Comunicaciones.

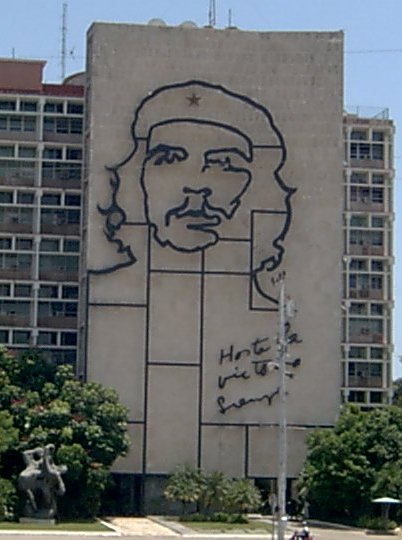
Famoso relieve escultórico del guerrillero Che Guevara, realizado por el artista cubano Enrique Ávila, inspirándose a su vez en una famosa fotografía de Alberto Korda.

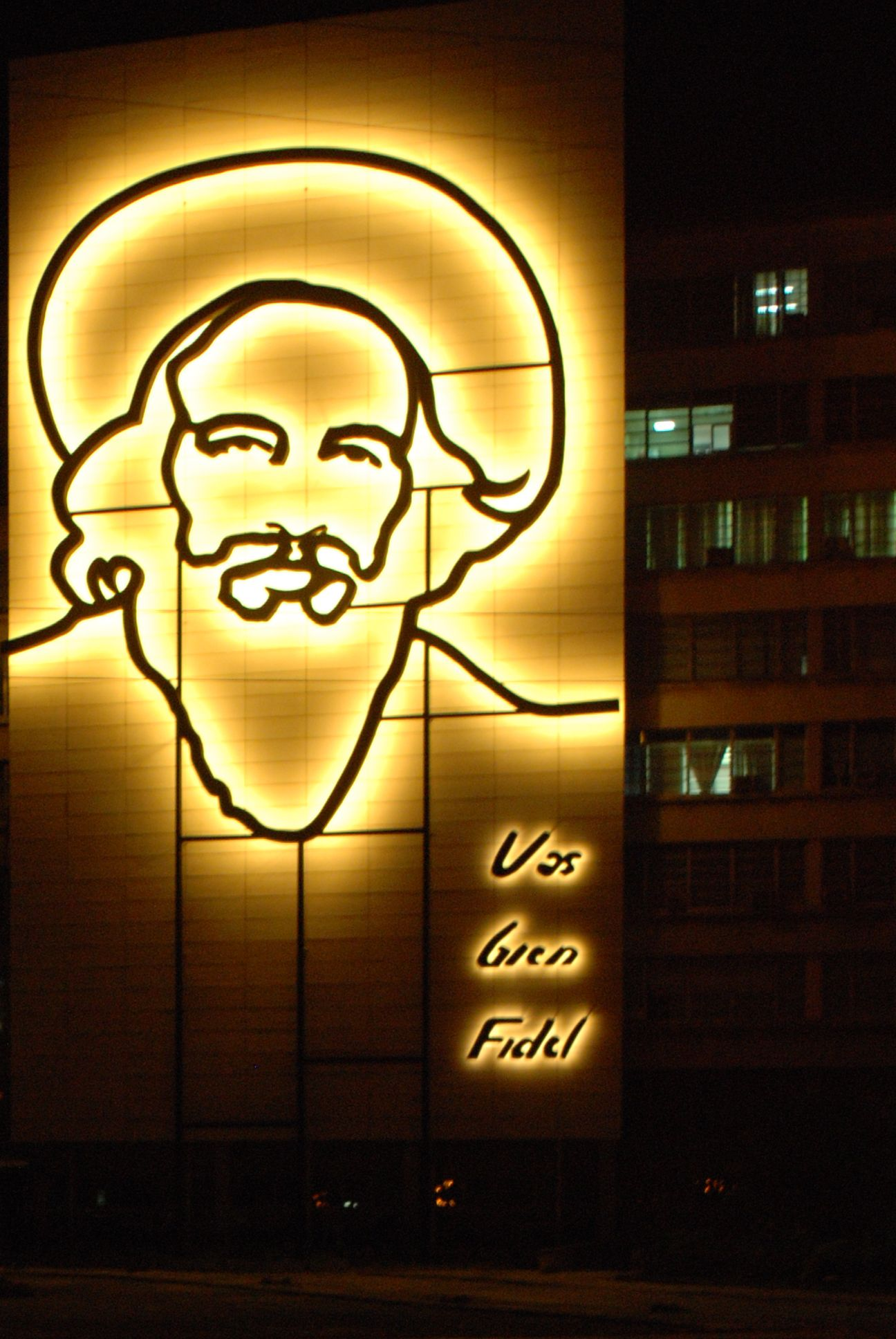
Monumento a Camilo Cienfuegos, obra de Enrique Ávila.

## Ubicación
Está ubicada en el municipio denominado Plaza de la Revolución, entre la intersección de las avenidas Paseo y Rancho Boyeros, importantes arterias de La Habana. En el interior de esta plaza, en la parte nordeste, se encuentra el monumento a José Martí, construido en memoria del poeta y pensador cubano.

## Monumento a José Martí
Con una altura de 112,75 m hasta la torre de remate y de 141,995 m hasta los faros y banderas, el monumento a José Martí constituye el punto más alto de la Ciudad de La Habana. Cuenta con un diámetro total de 78,50 m. La pirámide, de aproximadamente 28 m de ancho, cuenta con un elevador interior de 90 m de recorrido y una escalera de 579 peldaños. En el área de la base del monumento se encuentra el Monumento Conmemorativo José Martí, en el que se leen setenta y nueve pensamientos martianos grabados con letras color oro, distribuidos en los cinco salones que allí existen. La parte superior es una copia exacta de la planta baja. En el piso están reflejadas las distancias existentes entre el monumento y las capitales de cuarenta y tres países, así como de ocho lugares del territorio nacional. Desde sus balcones, en días de gran visibilidad, se puede divisar el paisaje habanero a una distancia de sesenta kilómetros aproximadamente. Para llegar hasta la cima del complejo monumental, se puede utilizar un elevador o una escalera de 567 peldaños. La estatua de José Martí, que se puede observar desde los bajos y exteriores del complejo monumental, está formada por cincuenta y dos bloques de mármol y tiene una altura de dieciocho metros. Allí fue colocada en 1958 y está rodeada de seis pilares que representan las antiguas provincias en las que se hallaba dividido el territorio cubano, con sus respectivos escudos. Desde 1996 es sede del Monumento Conmemorativo José Martí.

## Recordatorio
La plaza de la Revolución es uno de los lugares donde se reúne el pueblo tras marchas multitudinarias en días señalados, como el primero de mayo. En ella Fidel Castro ha hablado al pueblo en diversas ocasiones durante varias horas.

## Eventos
El 20 de septiembre de 2009 se celebró en la plaza de la Revolución el segundo concierto de Paz sin Fronteras, promovido por el cantante colombiano Juanes y que contó con la participación de quince grupos y solistas incluido el propio Juanes.
El 20 de septiembre de 2015, en esta misma plaza, el papa Francisco celebró una misa ante casi un millón de personas, incluidos tres mil quinientos invitados oficiales, entre los que destacaban el presidente cubano, Raúl Castro, y la presidenta argentina, Cristina Fernández de Kirchner. El papa pidió a los cubanos cuidar y servir de modo especial a las personas más frágiles.
El 29 de noviembre de 2016, luego del fallecimiento del exdictador Fidel Castro, el 25 de noviembre, una multitudinaria concentración del pueblo cubano dirigida por las organizaciones de masas del Gobierno y extranjeros, precedida por Raúl Castro junto a jefes de estados y otros mandatarios del mundo como Jacob Zuma, Evo Morales, Nicolás Maduro, Alexis Tsipras, Rafael Correa, Roosevelt Skerrit, Salvador Sánchez Cerén, Daniel Ortega, Danilo Medina, Enrique Peña Nieto, Juan Carlos Varela, Hage Gottfried Geingob, Abdelmalek Sellal, entre otros altos representantes de Vietnam, China, Rusia, Irán, Catar y España, homenajearon al líder con una serie de intervenciones que duraron cerca de cuatro horas. Al día siguiente, de la propia plaza salieron, rumbo al Cementerio de Santa Ifigenia en Santiago de Cuba, las cenizas de Fidel en un viaje que rememoraba la Caravana de la Libertad de 1959 en sentido inverso.

## Galería fotográfica

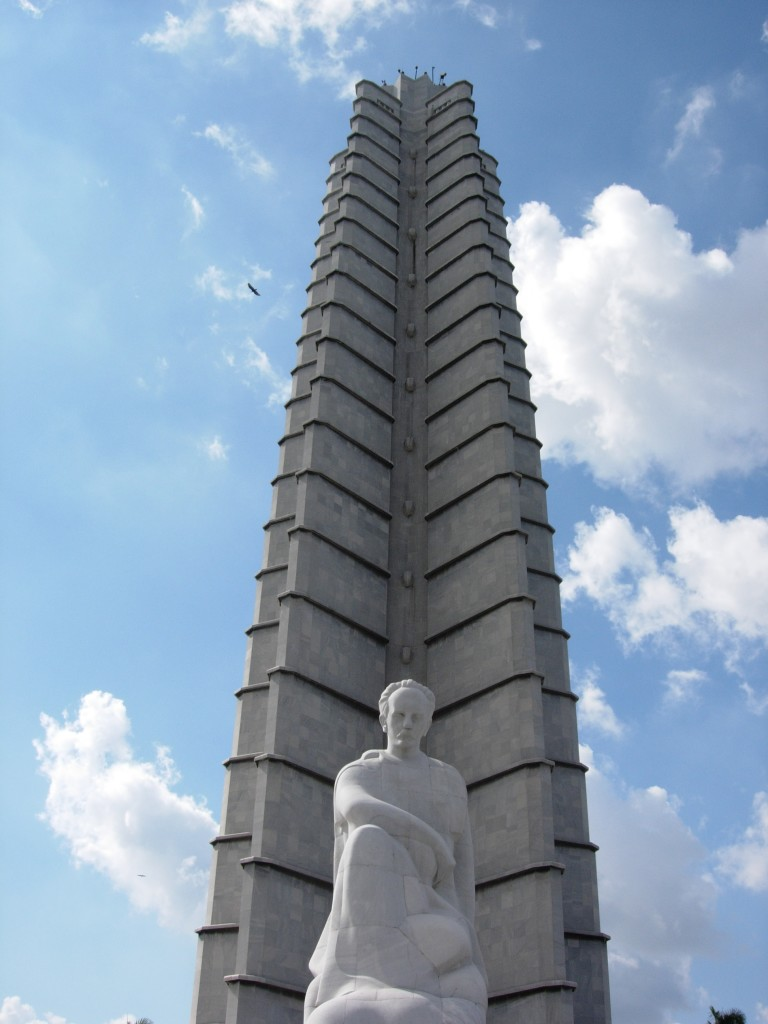
Monumento Conmemorativo José Martí
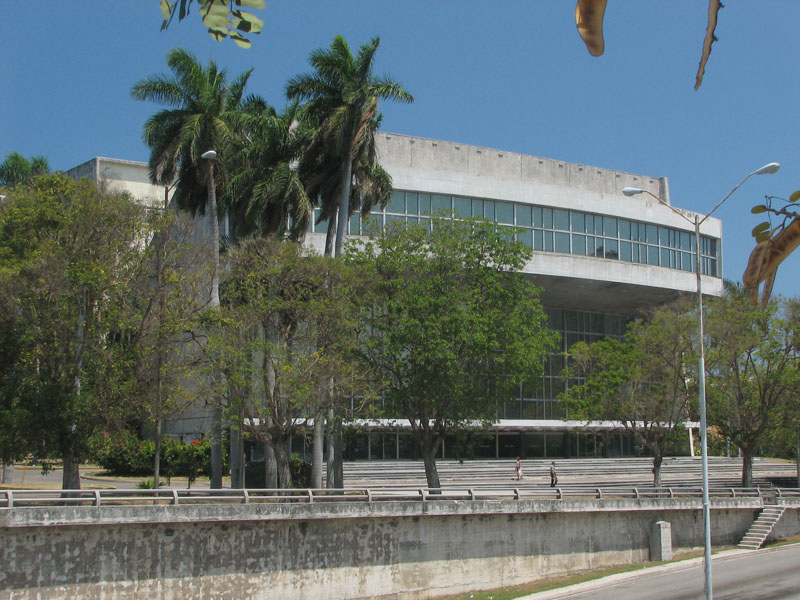
Teatro Nacional de Cuba